# Sleutelroman
Een sleutelroman (Frans: roman à clef) is een roman waarin bestaande personen en gebeurtenissen zodanig worden gefictionaliseerd dat ze alleen voor de ingewijde lezer herkenbaar zijn. Bepaalde aanwijzingen fungeren als een sleutel die het verhaal ontsluiten en die sleutel werd vaak als een appendix bijgevoegd. Het genre ontleent zijn charme aan het spel van tegelijkertijd verhullen en ontmaskeren.

## Genretoekenning
Het is soms moeilijk om uit te maken of een roman met een herkenbare werkelijkheid wel terecht een sleutelroman kan worden genoemd. In de roman Het land van herkomst van E. du Perron is de vriendenkring van de auteur herkenbaar in tal van personages. Zo stond Menno ter Braak model voor het personage Wijdenes. Toch is dat op zich niet genoeg om van een sleutelroman te mogen spreken, aldus de samenstellers van het Algemeen letterkundig lexicon, want de vraag is 'of hier niet eerder sprake is van fictionalisering van de werkelijkheid dan van een door de auteur als zodanig bedoelde sleutelroman.' Kennelijk dient de overeenstemming met de werkelijkheid aan bepaalde criteria te voldoen die wellicht het beste kunnen worden samengevat als: een opvallende nauwkeurigheid van overeenstemming met de werkelijkheid die de lezer stimuleert om in de personages de werkelijke personen te herkennen. Ook de definitie van M.H. Abrams vermeldt dat de auteur "expects the knowing reader to identify" de werkelijke personen. Wanneer anderzijds sprake is van een overdreven nauwkeurigheid, kan men zich afvragen of er geen sprake is van een parodie op een sleutelroman. Zo zijn er aanwijzingen dat Geerten Meijsings roman De grachtengordel uit 1992 eerder een parodie op het genre dan een serieuze sleutelroman is: de stad die consequent als A* wordt vermeld is vanaf de allereerste pagina opzichtig herkenbaar als Amsterdam.

## Een voorbeeld
De roman De grachtengordel (1992) is een zo duidelijk geval van een sleutelroman dat critici in hun recensies de sleutel erbij leverden. Op basis van die bronnen kan de volgende 'rolverdeling' worden opgesteld.
Locatie:
- A* - Amsterdam.

Schrijvers:
- Erik Provenier - Geerten Meijsing
- Albert Zeggers - A.F.Th. van der Heijden
- Hans Hemelrijk - Frans Kellendonk
- Kaspar Christiaans - Kester Freriks
- Jeroen Jonkers - Joost Zwagerman
- Judith Cohen - Jessica Durlacher
- Joost Bierman - Jeroen Brouwers
- Matthèse - combinatie van Willem van Toorn (uiterlijk) en P.F. Thomése (persoonlijkheid)
- Storm - Boudewijn van Houten
- Oke Oudt - Oek de Jong

Uitgevers:
- Leo de Wolff - Theo Sontrop
- Dirck de Vos - Martin Ros
- Schultz - Johan Polak

Uitgeverijen:
- De Partij (voorheen Vakbondspers) - De Arbeiderspers
- Grachtenpers - Querido
- Schultz & Van Gelder - Polak & Van Gennep

Uitgaven:
- de Kwaliteitskrant - NRC Handelsblad
- de Ochtendkrant - de Volkskrant
- De Spiegel/Grachtenpost - HP/De Tijd
- Jong & veelbelovend - de Held (literair tijdschrift)
- Richtsnoer - Maatstaf (tijdschrift)
- Maandschrift - Hollands Maandblad
- Het hiernamaals - Over God (essaybundel)

De sleutel ontsluit de roman maar gedeeltelijk. Zo zijn er tal van schrijvers (en periodieken en uitgeverijen) die onder hun werkelijke naam vermeld worden, waaronder enkele auteurs die óók onder een schuilnaam optreden. Bovendien zijn er verschuivingen, bijvoorbeeld auteurs die in werkelijkheid bij een andere uitgeverij publiceerden dan de sleutel aangeeft. De figuur Matthèse is zelfs een combinatie van twee schrijvers. Zijn uiterlijk is gebaseerd op Willem van Toorn, die tegelijk met Geerten Meijsing zelf in 1988 genomineerd voor de AKO Literatuurprijs. Maar Matthèse is genomineerd voor een debuut en dat wijst op P.F. Thomése, die in 1990 als debutant genomineerd werd.

## Geschiedenis
In de zestiende en zeventiende eeuw raakte de sleutelroman in de mode, vaak in de gedaante van een herdersroman, zoals Le Grand Cyrus (1649-1653) van Madeleine de Scudéry. Een bekende Nederlandse sleutelroman is Vincent Haman (1898) van Willem Paap, die een afrekening vormt met enkele Nieuwe Gidsers. De hoofdpersoon Vincent Haman staat symbool voor Lodewijk van Deyssel, Vincents vriend Piet Moree voor Willem Kloos. Een recenter voorbeeld is de zevendelige romancyclus Het Bureau (1996-2000) van J.J.Voskuil, waarin de medewerkers van en de gang van zaken aan het P.J. Meertens Instituut worden beschreven.

## Enige titels

### Nederlands
- Multatuli, Max Havelaar (1860). Over het koloniale bewind in Nederlands-Indië en de auteur zelf.
- Wilhelmina Drucker, George David (1885). Over haar oudste halfbroer, Hendrik Lodewijk Drucker.
- Willem Paap, Vincent Haman (1898). Over Lodewijk van Deyssel en de groep van De Nieuwe Gids.
- Herman Teirlinck, Het ivoren aapje (1909). Onder meer over H. Verriest en Léon Bloy.
- Antoon Coolen, Dorp aan de rivier (1934). Over de arts en kunstenaar Hendrik Wiegersma.
- A. den Doolaard, Het verjaagde water (1947). Over de Dienst Droogmaking Walcheren van Rijkswaterstaat.
- Louis Paul Boon, De Kapellekensbaan (1953). Over de vriendenkring van de auteur.
- Karel van het Reve, Twee minuten stilte (1959). Over academische kringen.
- Rutger van Zeijst, De autocraten (1963). Over de redactie van een studentblad.
- Judicus Verstegen, De koekoek in de klok (1969). Over hoogleraren scheikunde aan de Universiteit van Amsterdam.
- Willem Frederik Hermans, Onder professoren (1975). Over academische kringen aan de Universiteit Groningen.
- Henk Romijn Meijer, De stalmeesters (1978). Over de Amsterdamse kunsthandel.
- Piet van Aken, De blinde spiegel (1981). Over de Socialistische Partij in België.
- Geerten Meijsing, De grachtengordel (1992). Over de literaire wereld in de jaren zeventig en tachtig.
- Connie Palmen, Lucifer (2007). Over de componist Peter Schat en het kunstenaarsmilieu in Amsterdam.

### Frans
- Madeleine de Scudéry, Artamène ou le grand Cyrus (1649-1653, tien delen). Over Condé, hertogin van Longueville en de auteur zelf.
- Émile Zola, L'œuvre (1886). Over Paul Cézanne.
- Simone de Beauvoir, Les mandarins (1954). Onder meer over Albert Camus, Jean-Paul Sartre en Arthur Koestler.

### Duits
- Anton Ulrich van Brauchschweig-Wolfenbüttel, Die römische Octavia (1677-1712, zes delen). Over de affaire van Sophia Dorothea van Hannover en Königsmark.
- Johann Wolfgang von Goethe, Die Leiden des jungen Werthers (1774). Over Charlotte Buff en J. Kestner.
- Otto Julius Bierbaum, Prinz Kuckuck (1906-1907). Over keizer Wilhelm II en diens kringen.

### Engels
- Thomas Love Peacock, Nightmare Abbey (1818). Personages zijn karikaturen van Samuel Taylor Coleridge, Lord Byron, and Percy Bysshe Shelley.
- D.H. Lawrence, Women in Love (1920). Over Katherine Mansfield en John Middleton Murry.
- Budd Schulberg, The Disenchanted (1950). Over F. Scott Fitzgerald.